# TNRC6A
TNRC6A‏ (Trinucleotide repeat containing 6A) هوَ بروتين يُشَفر بواسطة جين TNRC6A في الإنسان.